# Seznam studentských spolků Filozofické fakulty Univerzity Karlovy
Toto je Seznam studentských spolků Filozofické fakulty Univerzity Karlovy.
Univerzita je již od středověku chápána jako akademická obec složená z profesorů a studentů, přičemž na Univerzitě Karlově je tradičně kladen velký důraz na zapojení studentů do chodu univerzity. Studenti tvoří výraznou část akademických senátů jednotlivých fakult a jsou členy různých poradních komisí (studijní, sociální, hospodářská, legislativní či etická). Filozofická fakulta UK patří tradičně mezi fakulty s největším množstvím aktivních studentských spolků, které sdružují studenty určitého oboru nebo studijní oblasti. Spolky zde pořádají přednášky, workshopy, semináře a kulturní akce pro studenty i širokou mimouniverzitní veřejnost.

## Bohemistický kruh
Bohemistický kruh (BOK) podporuje vzdělávání ve všech literárněvědných a lingvistických disciplínách se zvláštním důrazem na bohemistiku, prohloubení spolupráce mezi ústavy zajišťujícími její výuku na FF UK a sdružování studentů bohemistiky, rozvíjení jejich styků domácích i mezinárodních, odborných i společenských.

## Feministická společnost Univerzity Karlovy
Feministická společnost Univerzity Karlovy (Charles University Feminist Society) byl akademický spolek, který slučoval feministicky smýšlející student(k)y, absolvent(k)y a vyučující UK. V rámci spolku se FEM UK snažilo vytvořit akademicky podnětné místo pro všechny, jež genderová tematika zajímá. Spolek pořádal přednášky, diskuze, společná čtení či promítání. Kladl za cíl zvýšit povědomí o cílech feminismu a o přítomné diskriminaci. Pro veřejnost pořádal spolek kulturní akce a usiloval o osvětu týkající se diskriminace v české společnosti a současných postojů feminismu. Od roku 2019 je již neaktivní.

## Spolek studentů historie FF UK – FFabula
Spolek studentů historie FF UK vznikl v roce 2010. Cílem Spolku je vytváření prostoru pro svobodnou diskuzi o historii a spřízněných tématech, zintenzivnění a zkvalitnění komunikace studentů historie na FF UK, vytváření podmínek pro odbornou činnost studentů historie a pořádání odborných přednášek, seminářů a dalších vzdělávacích a společenských akcí, Spolek je členem Studentské unie Univerzity Karlovy a je pražskou sekcí Mezinárodní asociace studentů historie (International Students of History Association). Od roku 2014 vychází s podporou FFabuly časopis studentů historie Obscura.

## Filosofický klub
Filosofický intelektuální klub působí v rámci Ústavu filosofie a religionistiky FF UK. Odborně se věnuje především pořádání seminářů a výměnu informací, poznatků a zkušeností mezi zájemci o filosofii. Spolek byl založen roku 2013 pod zaštítěním Studentské rady FF UK a jeho členskou bázi tvoří studenti filosofie na ÚFaRu.

## Finofiliit
Spolek FinoFiilit má za cíl podporovat česko-finské vztahy, propagovat finskou kulturu v České republice. Sdružuje zájemce o Finsko a pořádá pravidelná setkání s rodilými mluvčími finštiny. Širší veřejnosti přináší pravidelné články o finské kultuře a informujeme o souvisejících kulturních akcích v České republice. Spolek vznikl v březnu 2015.

## Charlie
Charlie z. s. – queer spolek Univerzity Karlovy – je určen studentkám a studentům a akademickým pracovnicím a pracovníkům UK a jiných vysokých škol a nabízí platformu pro seberealizaci a setkávání. Zaměřuje se především na gay, lesbické, bisexuální, asexuální a transgender jedince. Usiluje o změnu stereotypního pohledu majoritní společnosti na queer menšinu. Charlie pořádá řadu pravidelných i mimořádných akcí jako Filmový klub a každoroční Měsíc queer historie (série promítání, výstav, panelových diskusí, autorských čtení, přednášek a dalších akcí spojených společným tématem queer historie). Spolupracuje s řadou dalších spolků a organizací, mimo jiné s Prague Pride, SPQP a Studentskou radou FF UK.

## Incognito
Incognito je divadelní soubor, jehož herci a diváci jsou studenti FF UK a který se specializuje na inscenace málo známých divadelních her. V roce 2015 získal dvě ocenění na festivalu amatérských divadel Přemostění.

## LVPA
LVPA z. s. – Český divadelní spolek, uvádějící latinské divadelní hry z pera doktoranda Ústavu řeckých a latinských studií FF UK Bořivoje Marka, byl založen r. 2006 uvedením hry Parva Rubra Cuculla (Červená Karkulka). LVPA od té doby přerostla formát divadelního spolku a natáčí rovněž latinské filmy. K filmu Rosaciola vydal spolek také učebnici.

## PAKET
Studentský spolek PAKET (Pro AKtivní ETnologii) působí při Ústavu etnologie FF UK a pod patronátem Studentské rady FF UK. Spolek vznikl na podzim roku 2010 s cílem vytvářet, realizovat a koordinovat různé aktivity studentů etnologie na poli vědy i v rámci jiných zájmových aktivit.

## POLIS
Spolek studentů politologie FF UK (POLItologický Spolek) je studentské sdružení působící na akademické půdě Ústavu politologie FF UK a spřízněných fakultách a vědeckých pracovištích organizuje přednášky, konference a semináře, propaguje studentské projekty a zprostředkovává informací z oblasti politické vědy a příbuzných oborů.

## Praha literární
Sdružení pro Prahu literární je spolek aktivních studentů anglistiky, kteří organizují Pražský Microfestival Archivováno 18. 12. 2019 na Wayback Machine.. V minulosti proběhlo již pět ročníků této akce. Festival má za cíl prezentovat a podporovat živé umění, zejména poezii a hudbu. Probíhá v angličtině a češtině. Akce je zaměřena na studenty, ale je otevřena komukoli.

## PRAXIS
Filosofický spolek Praxis se svou činností snaží o popularizaci filosofie mezi studenty a veřejností. Pořádá debaty na filosofická témata, prezentace nově vydané filosofické literatury a neformální setkání zájemců o filosofii.

## Pražská univerzitní skupina Amnesty International
Pražská univerzitní skupina Amnesty International (PUSA) se zajímá o lidská práva a sestavuje dopisy, tzv. urgentní apely, za různé případy, kde ve světě dochází k porušování základních práv. Pořádá i řadu akcí ve veřejném prostoru. Působí zároveň jako místní skupina Amnesty International v ČR.

## PRS
Pražský religionistický spolek (PRS) byl založen studenty religionistiky na Ústavu filosofie a religionistiky FF UK a sdružuje studenty religionistiky a zájemce o ni. Usiluje o prohlubování porozumění náboženským fenoménům. V letech 2012 a 2015 organizoval religionistickou Studentskou vědeckou konferenci, dále se podílí například na Religionistickém filmovém klubu a organizuje semináře.

## safe space kolektiv
Safe space kolektiv, feministický kolektiv Univerzity Karlovy formálně vznikl v roce 2021. Vychází s myšlenek intersekcionálního feminismu. Jeho cílem je sdružovat feministicky smýšlející osoby nejen na Univerzitě Karlově, zvyšovat povědomí o feministických otázkách a vytvářet bezpečné prostředí a zázemí. Organizuje komunitní a osvětové akce. Mimo jiné pořádá i feministický tábor. 

## Salsa4Water Prague
Uskupení Salsa4Water Prague vzniklo jako organizace, která si klade za úkol pořádat taneční kurzy salsy zejména pro členy akademické obce UK, přičemž výtěžek využívá na podporu projektu Water Aid, mezinárodní nevládní organizace zajišťující čistou pitnou vodu a vodu pro hygienu v nejchudších oblastech světa. Pražská Salsa4Water vzniká po vzoru eponymních studentských organizací v Edinburghu, Glasgow a ve švédském Linköpingu. Činnost spolku, tj. k zahájení kurzů salsy, byla zahájena v zimním semestru 2012.

## Spolek všeslovanské vzájemnosti
Spolek všeslovanské vzájemnosti sdružuje studenty a odbornou veřejnost se zájmem o historii a kulturu slovanských národů. Jeho účelem je posílit vazby mezi kolegy ze slovanského badatelského okruhu, vzájemný dialog i trans-oborovou spolupráci. Cílem spolku je udržovat kontakty s mezinárodními kolegy a také pořádat exkurze a setkání se slovanskou tematikou. Dalšími ambicemi SVV je usnadnění přístupu k nejnovější odborné literatuře z této oblasti studentům FF UK, zpřístupňování odborných studentských prací, stejně jako zprostředkovávání informací o akcích a konferencích.

## Studentské hnutí za solidaritu
Studentské hnutí za solidaritu je platforma, jež si klade za cíl pomoc uprchlíkům a obeznámení společnosti s otázkami souvisejícími. Propojuje studenty napříč obory i městy a zjednodušovat jejich komunikaci a spolupráci. Organizuje přednášky a besedy reflektujících aktuální společenská témata a otevírajících prostor pro veřejnou debatu. Věnuje se vzdělávání veřejnosti v ČR co se tématu uprchlictví týče.

## Studentský Majáles
Studentský Majáles jako multižánrový festival má za cíl prezentovat autentickou studentskou kulturu. Vystupují zde studentské kapely, divadla, promítají se snímky začínajících filmařů, prezentují se studentské spolky a v neposlední řadě zde mají studenti možnost se seznámit s fungováním akademické obce. První ročník této studentské slavnosti se odehrál 1. května 2013. Organizační tým symbolicky navazuje na majálesy z šedesátých let, které sloužily nejen k pobavení veřejnosti, ale také k zamyšlení a kritické reflexi. Akce se odehrává v historickém centru Prahy na Ovocném trhu a na nádvořích, která lemují budovu Karolina.

## Univerzitní křesťanské hnutí
Univerzitní křesťanské hnutí (UKH) je síť studentských křesťanských skupin na univerzitách po celé České republice. V rámci studentské iniciativy jsou pořádány studia Bible a modlitební snídaně. Středobodem činnosti jsou pravidelná týdenní setkání nad studiem Bible.

## Východoevropský klub
Spolek vytváří prostor pro studium východní Evropy a otevřenou výměnu názorů mezi lidmi různého smýšlení, hodnot i perspektiv. Organizujeme akce různého druhu – konference, besedy, přednášky, kulturní večery, společenské akce. A ačkoli se zaměřujeme hlavně na aktuální dění v zájmovém regionu, usilujeme i o co nejširší pokrytí témat historických, politických, náboženských, literárních či široce kulturních. Podporuje odbornou a popularizační činnost zaměřenou na východní Evropu.